# Poduszeczka liściowa
Poduszeczka liściowa (pulvinus) –  zgrubienie w nasadzie ogonków liściowych u roślin. Zbudowane jest z tkanki miękiszowej oraz znajdujących się w niej tkanek przewodzących. Zmiana turgoru w górnej i dolnej części poduszeczki powoduje podnoszenie lub opadanie blaszki liściowej. Jest to reakcja rośliny na zmianę warunków oświetlenia – dobowe ruchy liści: w dzień liście wznoszą się do góry, w nocy opadają.